# Блажо Марковић (свештеник)
Блажо Марковић (Бријеге, код Бара, 15. март 1905 — Београд, 9. јун 1949) био је свештеник СПЦ, учесник Народноослободилачке борбе и потпуковник ЈА.

## Биографија
Рођен је 15. марта 1905. у селу Бријеге, у Црмници.
Године 1941. прикључио се Тринаестојулском устанку и активно био на страни Народноослободилачког покрета (НОП). Био је први председник Општинског Народноослободилачког одбора Црмнице, а потом и Среског Народноослободилачког одбора у Бару.
Почетком фебруара 1942. учествовао је на Острошкој скупштини, а јуна 1942. на Конференцији родољуба Црне Горе, Боке и Санџака. Када је јуна 1942. формирана Четврта пролетерска црногорска ударна бригада, постао је њен верски референт. Потом је био верски референт у Првој пролетерског ударној бригади, Првој пролетерској ударној дивизији и Трећем ударном корпусу, од почетка октобра 1943. до децембра 1944. године.
На првој Скупштини православних свештеника припадника НОП, одржаној 15. новембра 1942. у Јасеници, код Босанске Крупе, поднео је Реферат о улози Српске православне цркве у НОБ-у у прошлости и садашњости. Био је већник Првог и Другог заседања АВНОЈ-а. У чланство Комунистичке партије Југославије (КПЈ) примљен је 1942. године.
Демобилисан је у чину потпуковника Југословенске армије (ЈА).
Умро је 9. јуна 1949. у Београду. Сахрањен је у Алеји народних хероја на београдском Новом гробљу.
Носилац је Партизанске споменице 1941.